# مايك نيفيل
مايك نيفيل هو لاعب هوكي الجليد كندي، ولد في 11 أكتوبر 1902 في تورونتو في كندا، وتوفي في 16 يناير 1958.

## وصلات خارجية
- مايك نيفيل على موقع دوري الهوكي الوطني (الإنجليزية)
- مايك نيفيل على موقع قاعة مشاهير الهوكي (لاعب أن.إتش.أل) (الإنجليزية)
- مايك نيفيل على موقع EliteProspects.com (الإنجليزية)
- مايك نيفيل على موقع HockeyDB.com (الإنجليزية)
- مايك نيفيل على موقع Hockey-Reference.com (الإنجليزية)